# Werner Herzog
Werner Herzog (* 5. září 1942 Mnichov) je německý filmový a operní režisér, scenárista a herec. Často je spojován s německou novou vlnou společně s režiséry jako Rainer Werner Fassbinder, Wim Wenders, Volker Schlöndorff, Margarethe von Trotta a dalšími. Hrdiny jeho snímků jsou často lidé s neuskutečnitelnými sny nebo s jedinečným talentem.

## Život
Narodil se v Mnichově jako Werner Stipetić, matce Elisabeth Stipetić, Rakušance chorvatského původu a německému otci Dietrichu Herzogovi. Vyrůstal ve vesnici Sachrang poblíž hranic s Rakouskem. Již během studia na gymnáziu natáčel amatérské filmy. Studoval literaturu a historii v Mnichově, později absolvoval filmový seminář v Pittsburghu na Duquesne University. Na začátku kariéry si přivydělával jako svářeč v ocelárnách.

## Tvorba
Začal natáčet dokumentární filmy pro televizi, roku 1963 založil společnost Werner Herzog Filmproduktion, v níž dodnes pracuje. Postupně se zaměřoval na hrané filmy; jejich hrdiny jsou často vizionáři, lidé na okraji společnosti nebo duševně narušení lidé v příbězích odehrávajících se mimo Evropu. V některých snímcích se objevil také jako herec a zabýval se i režírováním oper.
Herzog je znám především jako filmový režisér, jehož tvorba souvisí se vznikem německé nové vlny v 60. letech. K významným hraným snímkům patří především kritiky ceněný film Aguirre, hněv boží (1972), Nosferatu, fantóm noci (1979), Fitzcarraldo (1982) nevo Zelená kobra (1987). Později se začal věnovat také dokumentárním filmům, v nichž se zabývá zejména kulturou, tradicemi, zkoumáním lidské psychiky, neorologií a dalšími příbuznými tématy. Přelomovým snímkem v dokumentárním přístupu je Jeskyně zapomenutých snů, ve které proniká společně se speleology do jeskyní Altamíra, aby získal přímé svědectví o prvních uměleckých projevech pravěkých lidí.
Werner Herzog se věnuje také literární tvorbě. V nakladatelství Volvox Globator vyšel roku 2022 v překladu Radovana Charváta jeho román Die Eroberung des Nutzlosen, česky Dobývání marnosti.

## Vybrané filmy
- 1967: Signál k životu (Lebenszeichen, Stříbrný medvěd z MFF Berlín)
- 1970: I trpaslíci začínali jako malí (Auch Zwerge haben klein angefangen)
- 1971: Aguirre, hněv Boží (Aguirre, der Zorn Gottes)
- 1974: Každý za sebe a Bůh proti všem (Jeder für sich und Gott gegen alle, Velká cena poroty, cena FIPRESCI a Cena ekumenické poroty na MFF v Cannes)
- 1976: Srdce ze skla (Herz aus Glas)
- 1976: Stroszek
- 1979: Upír Nosferatu (Nosferatu, Phantom der Nacht)
- 1979: Vojcek (Woyzeck)
- 1982: Fitzcarraldo (cena za režii MFF v Cannes)
- 1984: Kde sní zelení mravenci (Wo die grünen Ameisen träumen)
- 1987: Zelená kobra (Cobra Verde)
- 1991: Výkřik z kamene (Cerro Torre: Schrei aus Stein)
- 1998: Jak přicházejí sny (hrál jako herec, režie Vincent Ward)
- 1999: Můj nejmilejší nepřítel – Klaus Kinski (Mein liebster Feind - Klaus Kinski)
- 2001: Nepřemožitelný (Invincible)
- 2002: povídka Ten Thousand Years Older v projektu Dalších deset minut (Ten Minutes Older)
- 2004: Záhada jezera Lochness (herec, režie Zak Penn)
- 2005: Divoké modré dálky (The White Blue Yonder)
- 2005: Grizzly Man[4]
- 2006: Záchranka za rozbřesku (Rescue Dawn)
- 2010: Jeskyně zapomenutých snů, 3D (Cave of Forgotten Dreams, Kanada/USA/Francie/Německo/Velká Británie, 90 min., dokument/historický)
- 2009: Bad Lieutenant
- 2009: My Son, my Son, What have Ye Done
- 2015: Queen of the Desert
- 2016: Salt and Fire
- 2019: Family Romance, LLC

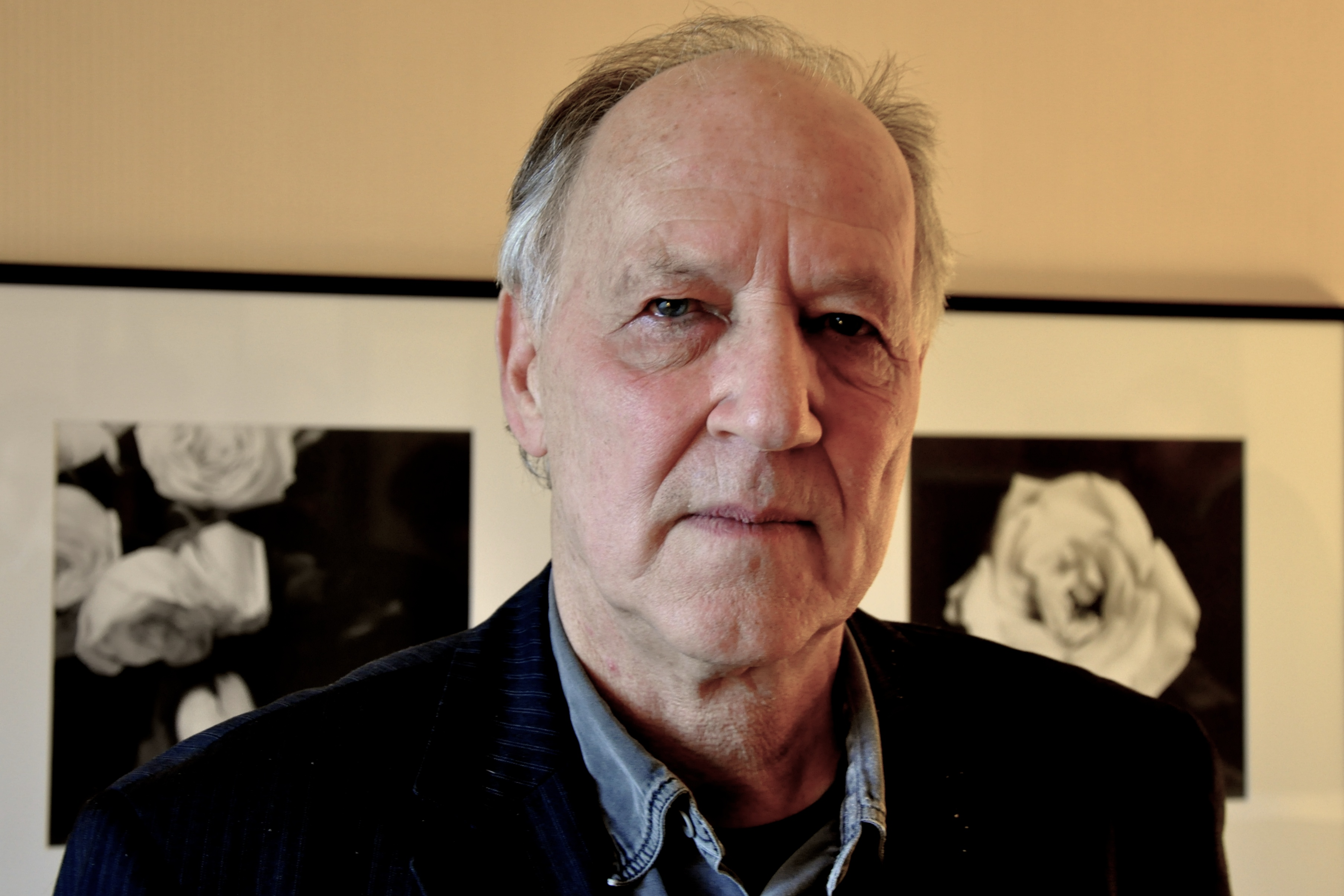
Werner Herzog v roce 2016

- Werner Herzog v roce 20162022: Divadlo myšlenek (Theatre of Thought)